# Odynerus aureosericeus
Odynerus aureosericeus är en stekelart som beskrevs av Meade-waldo. Odynerus aureosericeus ingår i släktet lergetingar, och familjen Eumenidae. Inga underarter finns listade i Catalogue of Life.